# 第四代史賓賽伯爵腓特烈·史賓賽
腓特烈·史賓賽（英語：Frederick Spencer，1798年4月14日—1857年12月27日），第四代史賓賽伯爵，1846年至1848年擔任宮務大臣、1854年至1857年擔任宮內大臣。

## 家庭
1830年，史賓賽與喬治安娜·伯因茲（Georgiana Poyntz）結婚，兩人共有1子2女：
1. 喬治安娜（1832年—1852年），早逝
2. 約翰（1835年—1910年），第五代伯爵
3. 莎拉（1838年—1919年）

喬治安娜於1851年去世。1854年，史賓賽與阿德萊德·霍拉提亞·西摩（Adelaide Horatia Seymour）結婚。阿德萊德的父親是哈特福侯爵的孫子霍雷斯·西摩，母親是羅伯特·帕爾克爵士的孫女。兩人共有1子1女：
1. 維多利亞（1855年—1906年）
2. 查爾斯（1857年—1922年），第六代伯爵